# Walhalla (Karolina Południowa)
Walhalla – miasto w Stanach Zjednoczonych, w stanie Karolina Południowa, w hrabstwie Oconee.